# قانون تورشيلي
قانون تورشيلي لإفاضة الموائع (بالإنجليزية: Torricelli's Law Of Efflux)‏ هو قانون للرياضي والفيزيائي الإيطالي ايفانجيلستا تورشيللي.

## نص القانون
ينص القانون على أن: سرعة إفاضة سائل من ثقب تحت مستوى سطحه تساوي سرعة السقوط الحر لجسم من أعلى سطح ذات السائل إلى مستوى عين الثقب.

## رياضيا
{\displaystyle v={\sqrt {2gh}}\ ={dx \over dt}}
حيث:
- V: سرعة الإفاضة
- g: ثابت التعجيل الأرضي

- h: مقدار عمق الخزان أو الوعاء المثقوب